# Leonardo Perez
Leonardo B. Perez (Bauang, 22 november 1925 - Quezon City, 16 juni 2007) was een Filipijns politicus. Perez was onder meer lid van het Filipijns Huis van Afgevaardigden namens de provincie Nueva Vizcaya, lid van de Senaat van de Filipijnen en maakte deel uit van het kabinet van Ferdinand Marcos.

## Biografie
Leonardo Perez werd geboren op 22 november 1925 in barangay Paringao in Bauang, provincie La Union. Hij was de oudste van vijf kinderen van Mariano Perez en Juliana Balagot. Op jonge leeftijd verhuisde Perez met het gezin naar Nueva Vizcaya, waar hij zijn lagere- en middelbareschoolopleiding voltooide. Tijdens de oorlog was Perez actief in het ondergrondse verzet. Hij verzamelde inlichtingen en was betrokken bij de aanleg van een landingsbaan in Ifugao voor de aanvoer van munitie. Tijdens de Slag om Hapid raakte hij gewond. Later ontving hij hiervoor de Purple Heart. Na de oorlog studeerde rechten aan de University of the Philippines, waar hij in 1951 cum laude zijn bachelor-diploma behaalde. Het jaar daarna begon hij een advocatenkantoor. Ook was hij van 1952 tot 1953 secretaris van de provincieraad van Nueva Vizcaya.
In 1953 werd hij voor de eerste maal gekozen tot afgevaardigde van Nueva Vizcaya in het Filipijnse Huis van Afgevaardigden. De daaropvolgende verkiezingen in 1957, 1961 en 1965 werd hij herkozen. Tijdens de verkiezingen van 1965 was Perez tevens de officiële woordvoerder van Ferdinand Marcos tijdens diens succesvolle presidentiële verkiezingscampagne, waarin hij het opnam tegen Diosdado Macapagal. Van 1966 tot 1967 was hij First Assistent Floor Leader van het Huis. In 1967 werd Perez gekozen in de Senaat van de Filipijnen. Zijn termijn als senator eindigde voortijdig, toen het Filipijnse Congres in 1972 werd opgeheven door Marcos, kort na het uitroepen van de staat van beleg.
In februari 1973 werd Perez aangesteld als presidential troubleshooter en in mei 1973 volgde een benoeming tot voorzitter van de Filipijnse kiescommissie COMELEC. In 1980 stopte hij als voorzitter van COMELEC, waarna hij van 1981 tot 1984 als presidentieel adviseur Politieke Aangelegenheden deel uitmaakte van het kabinet van Marcos. Als zodanig was hij tot 1984 tevens lid van het interim Batasang Pambansa (het nieuwe Filipijnse parlement). In 1984 werd hij namens Nueva Vizcaya gekozen in de reguliere Batasang Pambansa. Zes jaar na de val van Marcos door de EDSA-revolutie werd hij bij de verkiezingen van 1992 op nieuw gekozen tot afgevaardigde van Nueva Vizcaya. Na afloop van deze laatste termijn in 1995 keerde hij niet meer terug in de politiek.
Perez overleed in 2007 op 81-jarige leeftijd in het National Kidney and Transplant Institute aan een nierziekte. Hij was getrouwd met Marina Reyes en kreeg met haar drie kinderen: Leonard Byron, Mariano Lorenzo en Mona Lisa.